# Clarence Rivers
Clarence Rufus Joseph Rivers (* 9. September 1931 in Selma (Alabama); † 21. November 2004 in Cincinnati) war ein amerikanischer Geistlicher, Komponist und Autor, der die Entwicklung „katholischer Gospelmusik“ stark vorangetrieben hat.

## Leben und Wirken
Nach dem Umzug der Familie nach Cincinnati konvertierten alle ihre Mitglieder zum katholischen Glauben. Noch während seiner Zeit auf der High School stellte er fest, dass er Geistlicher werden wollte. Nach dem Theologiestudium wurde er 1956 zum Priester geweiht. Er war der erste afroamerikanische Priester, der in der Erzdiözese Cincinnati tätig war und sah sich schnell mit der Realität des Rassismus konfrontiert, als die Gemeindemitglieder in den beiden ersten Pfarreien, denen er zugeteilt war, sich weigerten, ihn zu akzeptieren.
Rivers wurde dann als Hilfspfarrer in der Pfarrei St. Joseph im West End von Cincinnati eingesetzt. In dieser Gemeinde arbeitete Pater Rivers und begann, die afroamerikanische religiöse Tradition und Musik in die katholische Kirche einzutragen. Nach dem Priesterseminar setzte er seine Ausbildung fort und erwarb einen Master-Abschluss in Didaktik der Philosophie am Athenaeum of Ohio. Er schloss sein Studium der Anglistik an der Xavier University und Yale University ab, arbeitete als Englischlehrer an der Purcell High School, wo er auch die Theatergilde Queen’s Men gründete und leitete. Weiterhin studierte er Theaterwissenschaften an der Catholic University of America. Seinen Doktortitel erwarb er an der Union Graduate School in Cincinnati mit den Schwerpunkten afroamerikanische Kultur und katholische Liturgie.
Im Gefolge des Zweiten Vatikanischen Konzils und dessen Aufruf zur Wiederbelebung der Liturgie begann Rivers Lieder zu komponieren, die Spirituals, Gospel und Jazz mit dem gregorianischen Gesang verbanden. Das Kommunionslied „God Is Love“ war seine erste liturgische Komposition. 1963 wurde es bei der Feier des ersten Hochamts in englischer Sprache in den USA eingesetzt und von ihm vorgetragen. Das Lied sang er mit großem Erfolg als Kommunionshymne 1964 während der Messe, die anlässlich der Nationalen Liturgischen Konferenz in St. Louis stattfand.
Im selben Jahr veröffentlichte Rivers (beeinflusst von Mary Elaine Gentemann und der kongolesischen Missa Nuba) sein American Mass Program; von seiner Messe wurden mehr als 100.000 Exemplare der Noten und 30.000 Alben verkauft. Der Erfolg von An American Mass Program trug dazu bei, dass sich der liturgische Gesang im amerikanischen Katholizismus veränderte, was 1966 von der Catholic Art Association mit einer Goldmedaille ausgezeichnet wurde. Es folgte The Brotherhood of Man, eine Jazzmesse, die er mit Mitgliedern des Cincinnati SO aufnahm und die 1967 von Billy Taylor beim Newport Jazz Festival aufgeführt wurde. 1971 nahm er mit Edwin Hawkins das Album Freeing the Spirit auf.
1976 war Rivers der Liturg bei der Black Heritage Mass, die auf dem Internationalen Eucharistischen Kongress 1976 in Philadelphia zelebriert wurde. Dann fungierte er als Gründungsdirektor des National Office for Black Catholics’ Office of Culture and Worship, in dem er dann verschiedene Konferenzen und Workshops organisierte. Außerdem leitete er die die Kulturzeitschrift dieser Institution, Freeing the Spirit.
Rivers Bemühen um eine Synthese von afroamerikanischer Musik und liturgischen Traditionen findet sich auch in zwei von ihm geschriebenen, Soulfull Worship (1974) und The Spirit in Worship (1978). 1968 gründete er den Verlag Stimuli, Inc. (1968), der sowohl seine Musik veröffentlichte und auch Workshops zur Aufführung dessen unterstützte, was er als eine afroamerikanische katholische liturgische Ästhetik ansah.
Rivers wurde 2002 mit dem Berakah Award der North American Academy of Liturgy ausgezeichnet.